# Cyrtochloa major
Cyrtochloa major är en gräsart som först beskrevs av Pilg., och fick sitt nu gällande namn av John Dransfield. Cyrtochloa major ingår i släktet Cyrtochloa, och familjen gräs. Inga underarter finns listade i Catalogue of Life.